# 下条町 (春日井市)
下条町（げじょうちょう）は愛知県春日井市中南部にある町名。現行行政地名は下条町1丁目から下条町3丁目と下条町。

## 地理
- 北東部を上条町、北西部を篠田町、北部を王子町、南部を下津町・中切町、西部を小野町と隣接している。

### 用水
- 上条用水

## 世帯数と人口
2019年（平成31年）4月1日現在の世帯数と人口は以下の通りである。
| 町丁・丁目  | 世帯数    | 人口    |
| ----------- | --------- | ------- |
| 下条町      | 211世帯   | 482人   |
| 下条町1丁目 | 230世帯   | 556人   |
| 下条町2丁目 | 446世帯   | 929人   |
| 下条町3丁目 | 316世帯   | 724人   |
| 計          | 1,203世帯 | 2,691人 |

### 人口の変遷
国勢調査による人口の推移
| 1995年（平成7年）  | 2,321人 | [ 5 ] |  |
| 2000年（平成12年） | 2,344人 | [ 6 ] |  |
| 2005年（平成17年） | 2,355人 | [ 7 ] |  |
| 2010年（平成22年） | 2,500人 | [ 8 ] |  |
| 2015年（平成27年） | 2,562人 | [ 9 ] |  |

## 学区
市立小・中学校に通う場合、学区は以下の通りとなる。また、公立高等学校に通う場合の学区は以下の通りとなる。
| 町丁・丁目  | 番・番地等 | 小学校               | 中学校               | 高等学校 |
| ----------- | ---------- | -------------------- | -------------------- | -------- |
| 下条町      | 全域       | 春日井市立小野小学校 | 春日井市立中部中学校 | 尾張学区 |
| 下条町1丁目 | 全域       | 春日井市立小野小学校 | 春日井市立中部中学校 | 尾張学区 |
| 下条町2丁目 | 全域       | 春日井市立小野小学校 | 春日井市立中部中学校 | 尾張学区 |
| 下条町3丁目 | 全域       | 春日井市立小野小学校 | 春日井市立中部中学校 | 尾張学区 |

## 交通

### 最寄り駅
- JR中央本線 勝川駅

### 道路
- 愛知県道25号春日井一宮線 ： 下条町が起点。
- 愛知県道30号関田名古屋線 ： 町の北東から南西を通過。

## 名所
- 常泉院 – 高野山真言宗
- 八幡社
- 吉田城跡

## 施設
- 春日井市南部ふれあいセンター
- 王子物流中部事業本部
- JA尾張中央上条

## その他

### 日本郵便
- 郵便番号 : 486-0923[3]（集配局：春日井郵便局[12]）。